# Piotr Julian Eymard
Piotr Julian Eymard, właśc. fr. Pierre-Julien Eymard (ur. 4 lutego 1811 w La Mure k. La Salette, zm. 1 sierpnia 1868 tamże) – francuski marysta (FSM) i ksiądz katolicki, założyciel Kongregacji Eucharystianów, apostoł kultu eucharystycznego, święty Kościoła katolickiego.
Piotr Julian Eymard urodził się we francuskiej ubogiej rodzinie. Chociaż od dziecka chciał zostać kapłanem, nie pozwalał mu na to jego ojciec, gdyż Piotr Julian był jedynakiem (reszta jego rodzeństwa zmarła). Po śmierci ojca, Piotr Julian wstąpił do seminarium w Grenoble. Pomimo przerwy w nauce spowodowanej złym stanem zdrowia, otrzymał święcenia kapłańskie w dniu 20 lipca 1834 roku, gdy miał 23 lata. Następnie był proboszczem parafii, a później wstąpił do misyjnego Zgromadzenia Braci Szkolnych Maryi (Matki Bożej z La Salette), założonego przez Jeana-Claude Colina.
Celem jego życia było szerzyć miłość i cześć dla Eucharystii. Dlatego założył własne Zgromadzenie Kapłanów od Najświętszego Sakramentu (eucharystów lub ejmardystów), a następnie podobne zgromadzenie żeńskie.
Podczas dłuższego pobytu w Rzymie Piotr Julian miał przeżycia mistyczne.
Beatyfikował go papież Pius XI w roku 1925, a kanonizacji dokonał Jan XXIII w dniu 9 grudnia 1962 roku.